# Zelotaea suffusca
Zelotaea suffusca is een vlindersoort uit de familie van de prachtvlinders (Riodinidae), onderfamilie Riodininae.
Zelotaea suffusca werd in 1993 beschreven door Brévignon & Gallard.